# Alfredo González-Ruibal
Alfredo González-Ruibal es un arqueólogo y etnoarqueólogo español especializado en investigación de la arqueología del pasado contemporáneo. Actualmente  investiga en el Instituto de Ciencias del Patrimonio de Santiago de Compostela.

## Biografía
Alfredo González-Ruibal es licenciado en Historia por la Universidad Complutense de Madrid (1999). Desde 2003, es doctor en Arqueología Prehistórica en la misma universidad con la tesis: Desarrollo de las comunidades protohistóricas del noroeste de Iberia. Fue Premio Extraordinario de licenciatura y de doctorado.
En 2004 fue profesor asociado de la American University Abroad de Madrid. También ese mismo año fue becario en el Laboratorio de Arqueología y Formas Culturales de la Universidad de Santiago de Compostela.
De marzo de 2005 a septiembre de 2006, González-Ruibal fue becario postdoctoral MEC/Fulbright en el Archaeology Center de la Universidad de Stanford en Stanford, California, Estados Unidos.
En 2005 creó, junto a Christopher Witmore y Timothy Webmoor, el sitio web colaborativo sobre arqueología Archaeolog.org.
Tras regresar a España, de octubre de 2006 a septiembre de 2009 fue profesor ayudante en el Departamento de Prehistoria de la Universidad Complutense de Madrid.
Desde 2009 trabaja en el Instituto de Ciencias del Patrimonio del Consejo Superior de Investigaciones Científicas (CSIC) de Santiago de Compostela.
Sus investigaciones se centran en la arqueología y la prehistoria, historia antigua, medieval, moderna y contemporánea, especialmente en investigaciones sobre conflictos bélicos, el capitalismo, el colonialismo, comunidades que resisten la modernidad, ingeniería aeronáutica y la dictadura. Ha realizado trabajos de campo relacionados con estos temas en España, especialmente en la coordinación del trabajo arqueológico en la Guerra Civil y los primeros años de la dictadura de Franco. Entre 2001 y 2010 estudió el periodo fascista en el oeste de Etiopía y el colonialismo en Guinea Ecuatorial a través de sus restos arqueológicos.
Es coeditor de la revista Journal of Contemporary Archeology, especializada en arqueología de los siglos XX y XXI. Es miembro del consejo editorial de Monographies in Mediterranean Archaeology y Complutum (revista Scopus); miembro del consejo asesor de la Revista Chilena de Antropología, Menga de la Revista Andaluza de Prehistoria y de Culture & History Digital Journal del CSIC.

## Controversias
En 2007, tras publicar en Internet una foto de un alcalde franquista cuyos familiares entendieron que se le estaba acusando de ser un asesino, estos presentaron una querella contra él, pero la jueza la desestimó al entender que ejercía su libertad de expresión y que no hubo injurias.
De familia franquista, ha propuesto reformar el Valle de los Caídos para que genere incomodidad como testimonio de la dictadura; fue expulsado de allí en 2017 por retirar unas flores de la tumba de Franco que habían sido depositadas en lo que él consideraba un gesto político contrario a la Ley de Memoria Histórica.
Sus excavaciones en Jadraque, subvencionadas por el Gobierno de España, han sido criticadas y vinculadas al activismo de izquierdas; él defiende que allí existió un campo de concentración documentado, que su trabajo es riguroso, y que los fondos solo cubren gastos y no hay beneficios económicos.

## Algunas publicaciones

### Libros
- González Ruibal, A. (2003). La experiencia del Otro: una introducción a la etnoarqueología. Ediciones Akal.
- González Ruibal, A. (2007). Galaicos: poder y comunidad en el noroeste de la península ibérica. Museo Arqueolóxico Provincial de La Coruña.
- González Ruibal, A. (2013). Reclaiming Archaeology: Beyond the Tropes of Modernity. Routledge
- González Ruibal, A. (2014). An Archaeology of Resistance: Materiality and Time in an African Borderland. Rowman & Littlefield Publishers.
- González Ruibal, A. (2015). Ethics and the Archaeology of Violence. Springer.
- González Ruibal, A. (2016). Volver a las trincheras: Una arqueología de la Guerra Civil Española. Alianza Editorial.
- González Ruibal, A. (2018). An Archaeology of the Contemporary Era. Routledge.
- González Ruibal, A. y Ayán, Xurxo (2018). Arqueología: Una introducción al estudio de la materialidad del pasado. Alianza Editorial.
- González Ruibal, A. (2023). Tierra arrasada. Un viaje por la violencia del paleolítico al siglo XXI. Crítica.[13]

### Artículos de revistas y capítulos de libros
- González Ruibal, A. (2007). Making things public: archaeologies of the Spanish Civil War (1936-39). Public Archaeology 6(4): 259-282.
- González Ruibal, A. (2008). Time to Destroy. An archaeology of Supermodernity. Current Anthropology 48(2): 247-279.
- González Ruibal, A. y Hernando Gonzalo, A. (2010). Genealogies of destruction: an archaeology of the contemporary past in the Amazon forest. Archaeologies 6(1): 5-28.
- González Ruibal, A., Sahle, Y. and Ayán, X. (2011). A social archaeology of colonial war in Ethiopia. World Archaeology 43(2): 40-65.
- González-Ruibal, A., Hernando, A. and Politis, G. (2011). Ontology of the self and material culture: Arrow-making among the Awá hunter-gatherers (Brazil). Journal of Anthropological Archaeology 30(1):1-16.
- González Ruibal, A. (2012). From the battlefield to the labour camp. Archaeology of civil war and dictatorship in Spain. Antiquity 86(332): 456–473.
- González Ruibal, A. (2012). Archaeology and the study of material culture: synergies with cultural psychology. En J. Vaalsiner (ed.): Oxford Handbook of Cultural Psychology. Nueva York: Oxford University Press, 132-162.
- González Ruibal, A. (2014). Archaeological Revolution(s). Current Swedish Archaeology 22: 41-45.

## Premios y reconocimientos
- Premio Nacional de Ensayo 2024, por su obra 'Tierra arrasada: un viaje por la violencia del Paleolítico al siglo XXI'.